# Ardeskos
Ardeskos (altgriechisch Ἄρδησκος Árdēskos) ist ein Flussgott der griechischen Mythologie.
Ardeskos ist die Personifikation des heute Mariza genannten Flusses in Thrakien. Er erscheint als einer von 25 Flussgöttern in einer Liste in der Theogonie des Hesiod, in der einige Nachkommen des Okeanos und der Tethys namentlich genannt werden. Außer der Stelle bei Hesiod ist Ardeskos in Literatur oder Inschriften nicht bezeugt.
Neben Ἄρδησκος Árdēskos bestehen die Lesarten Ἄρδισκος Árdiskos, Ἄλδισκος Áldiskos oder Ἄλδησκος Áldēskos.